# Cry of Fear
Cry of Fear – gra komputerowa z gatunku survival horror wyprodukowana przez Team Psykskallar, wydana 25 kwietnia 2013 roku za darmo na platformie Steam. Oryginalnie stworzona jako modyfikacja do gry Half-Life. Spotkała się z pochwałami stron o grach ze względu na atmosferę oraz połączenie gatunku survival horror z grami typu first-person shooter.